# Stay (Sash!-dal)
A Stay című dal a német Sash! és La Trec 1997. március 28-án megjelent kislemeze az It's My Life - The Album című első stúdióalbumról.

## Megjelenések
12"  GER Mighty – X-IT 037
- A1 Stay (Original 12") 5:54
- A2 Stay (Exit-EEE Remix) 5:53 Remix – Exit EEE
- B1 Stay (Magnificent 4 Remix) 6:01 Remix – Magnificent 4
- B2 Stay (2 Phunky People Remix) 5:54 Remix – 2 Phunky People

A dal 1997 szeptemberében jelent meg 12-es bakelit lemezen és maxi cd-n Mighty label alatt. A dal 4 hétig volt a kanadai RPM Dance listán, ahol 1. helyezést ért el, valamint 10. volt Németországban. Svájcban 19. helyezett volt, de több Európai országban is benne volt a legjobb 40 között. Az Egyesült Királyságban a 2. helyezett volt.

## Slágerlista
| Slágerlista (1997-1998)                  | Legjobb helyezés |
| ---------------------------------------- | ---------------- |
| Ausztrália (ARIA)                        | 24               |
| Ausztria (Ö3 Austria Top 40)             | 39               |
| Belgium (Ultratop 50 Flanders)           | 3                |
| Belgium (Ultratop 50 Wallonia)           | 4                |
| Belgium Dance (Ultratop)                 | 10               |
| Kanada Dance (RPM)                       | 1                |
| Dánia (IFPI)                             | 3                |
| Európa (Eurochart Hot 100)               | 6                |
| Finnország (Singlet Top 20)              | 6                |
| Franciaország (Single Top 100)           | 23               |
| Németország (Media Control Charts)       | 12               |
| Magyarország (Mahasz)                    | 6                |
| Írország (IRMA)                          | 6                |
| Olaszország (FIMI)                       | 2                |
| Hollandia (Top 40)                       | 6                |
| Hollandia (Single Top 100)               | 9                |
| Új-Zéland (Recorded Music NZ)            | 12               |
| Norvégia (VG-lista)                      | 3                |
| Skócia (Official Charts Company)         | 2                |
| Svédország (Sverigetopplistan)           | 12               |
| Svájc (Schweizer Hitparade)              | 19               |
| UK Singles (The Official Charts Company) | 2                |
| U.S. Billboard Hot Dance Music/Club Play | 1                |